# Oro (pel·lícula)
Oro és una pel·lícula espanyola estrenada al novembre de 2017. Es tracta d'un relat de caràcter històric ambientat en el segle xvi, dirigida per Agustín Díaz Yanes, basada en un relat breu escrit per Arturo Pérez Reverte. Té com a actors principals a José Coronado, Raúl Arévalo, Bárbara Lennie, Óscar Jaenada, Juan José Ballesta, Amaruk Kayshapanta, Antonio Dechent i José Manuel Cervino.

Díaz Yanes i Pérez Reverte ja havien col·laborat en 2006, en la pel·lícula Alatriste, sobre el personatge de la novel·les de Pérez Reverte, de l'Espanya del segle xvii.

## Argumento
Or és una pel·lícula d'aventures ambientada en la conquesta d'Amèrica en el segle xvi, que narra la cerca d'una ciutat d'or.
La història narra la cerca d'aquesta ciutat en la selva amazònica, dins de l'àmbit de la conquesta d'Amèrica, durant el segle xvi i inspirada en les expedicions dels conqueridors espanyols Lope de Aguirre, Núñez de Balboa o Cabeza de Vaca a la recerca d'"El Dorado" o d'"el Rey Blanco"

## Producció
Amb un pressupost aproximat de vuit milions d'euros, va començar a rodar-se al març de 2016. La producció correspon a Atresmedia, Apatxes Entertainment, Sony Pictures España i el mateix Arturo Pérez Reverte. Els escenaris triats per al seu rodatge van ser la selva de Panamà, Andalusia, Chamorga a Tenerife i Madrid.

## Antecedents
Altres pel·lícules que han tocat anteriorment el tema del descobriment i la conquesta d'Amèrica, amb diferents tractaments han estat:
- Capità de Castella, (1947) de Henry King
- Los conquistadores del Pacífico, (1963) de José María Elorrieta
- La Araucana, (1971) de Julio Coll
- Aguirre, la còlera de Déu (1972) de Werner Herzog sobre Lope de Aguirre.
- La missió, (1986) deRoland Joffé.
- El Dorado, (1988) de Carlos Saura sobre Lope de Aguirre.
- Alba de América, (1951) pel·lícula de Juan de Orduña.
- 1492: Conquest of Paradise, (1992) dirigida per Ridley Scott.
- Pocahontas, Mike Gabriel i Eric Goldberg (1995) Walt Disney Pictures.
- La ruta cap a El Dorado, (2000) Dreamworks Animation.

## Premis
| Any  | Premi       | Categoria                        | Nominat(s)                                       | Resultat | Ref(s) |
| ---- | ----------- | -------------------------------- | ------------------------------------------------ | -------- | ------ |
| 2017 | Premis Goya | Millor fotografia                | Paco Femenía                                     | Nominat  | [ 6 ]  |
| 2017 | Premis Goya | Millor direcció artística        | Javier Fernández                                 | Nominat  | [ 6 ]  |
| 2017 | Premis Goya | Millor direcció de producció     | Luis Fernández Lago                              | Nominat  | [ 6 ]  |
| 2017 | Premis Goya | Millors efectes especials        | Reyes Abades i Isidro Jiménez                    | Nominat  | [ 6 ]  |
| 2017 | Premis Goya | Millor disseny de vestuari       | Tatiana Hernández                                | Nominat  | [ 6 ]  |
| 2017 | Premis Goya | Millor maquillatge i perruqueria | Eli Adánez, Sergio Pérez Berbel i Pedro de Diego | Nominat  | [ 6 ]  |